# Орлин (Пирдоп)
„Орлин“ е футболен отбор от град Пирдоп, България. Основан е през 1945 г.
През 1962 г. се класира за Южната Б група. Най-големия си успех постига през сезона 1966/1967 г., когато завършва на 4 място и достига до шестнайсетинафинал за купата на страната, където отстъпва от „Ботев“ (Враца) с 0:3 като гост. Постепенно отборът отслабва, напуснат е от някои от най-добрите му състезатели и отпада от Южната Б група през 1970 г.
През 1975/1976и 1976/1977 г. на 2 пъти достига до шестнайсетинафиналите за купата, но е отстранен съответно от „Марек“ и „Беласица“. От 1997 до 2000 г. се нарича ФК „Пирдоп“. През 2000 г. отново е преименуван на „Орлин“ (Пирдоп).
Играе мачовете си на градския стадион, с капацитет 5000 зрители. Едни от най-известните футболисти, играли в отбора са братята Яни и Христо Присадникови.

## Успехи
- Шестнайсетинафиналист за купата на страната през 1966/67, 1975/76 и 1976/77 г.
- 4 място в Южната Б група през 1966/67 г.

## Известни футболисти
- Божидар Григоров

Бойко Станчев Евгени Ценов Боян Минчев Пламен Луков Димитър Димитров Панчо Караиванов Добри Христов Тодор Цонков Иван Вандо Данчо Гешев Иван Салабашев Красимир Пастушки Тодор Данков Милан Янков Мишо Иванов Борето Янков